# Народні Гвардії
Наро́дні Гва́рдії — напіввійськові охоронні формування, створені в населених пунктах Чехословаччини у зв'язку з оголошенням 25 вересня 1938 року загальної мобілізації. Виконували допоміжні функції при чехословацькій армії: охорону фабрик, заводі, мостів і залізниць від можливих диверсій. 
На території Підкарпатської Русі було створено Краєву команду Народних Гвардій XII з центром у Чинадієві, яка підпорядковувалась центральному керівництву Народних Гвардій у Празі. Їй були підзвітні відділи Народної Гвардії у Сваляві, Севлюші, Хусті, Буштино, Великому Бичкові, Рахові та Ясіні. Для виконання охоронних функцій у населених пунктах республіки зі складів чехословацької армії їм передали частину легкої зброї. 
Після Мюнхенської конференції 29-30 вересня 1938 року вони фактично втратили своє військове призначення.